# Mangora acalypha
Mangora (Mangora acalypha) – gatunek pająka z rodzaju Mangora zaliczanego do rodziny krzyżakowatych (Araneidae). Zamieszkuje łąki. Bardzo pospolity w Polsce. Buduje małe sieci.